# Stephen C. Williams

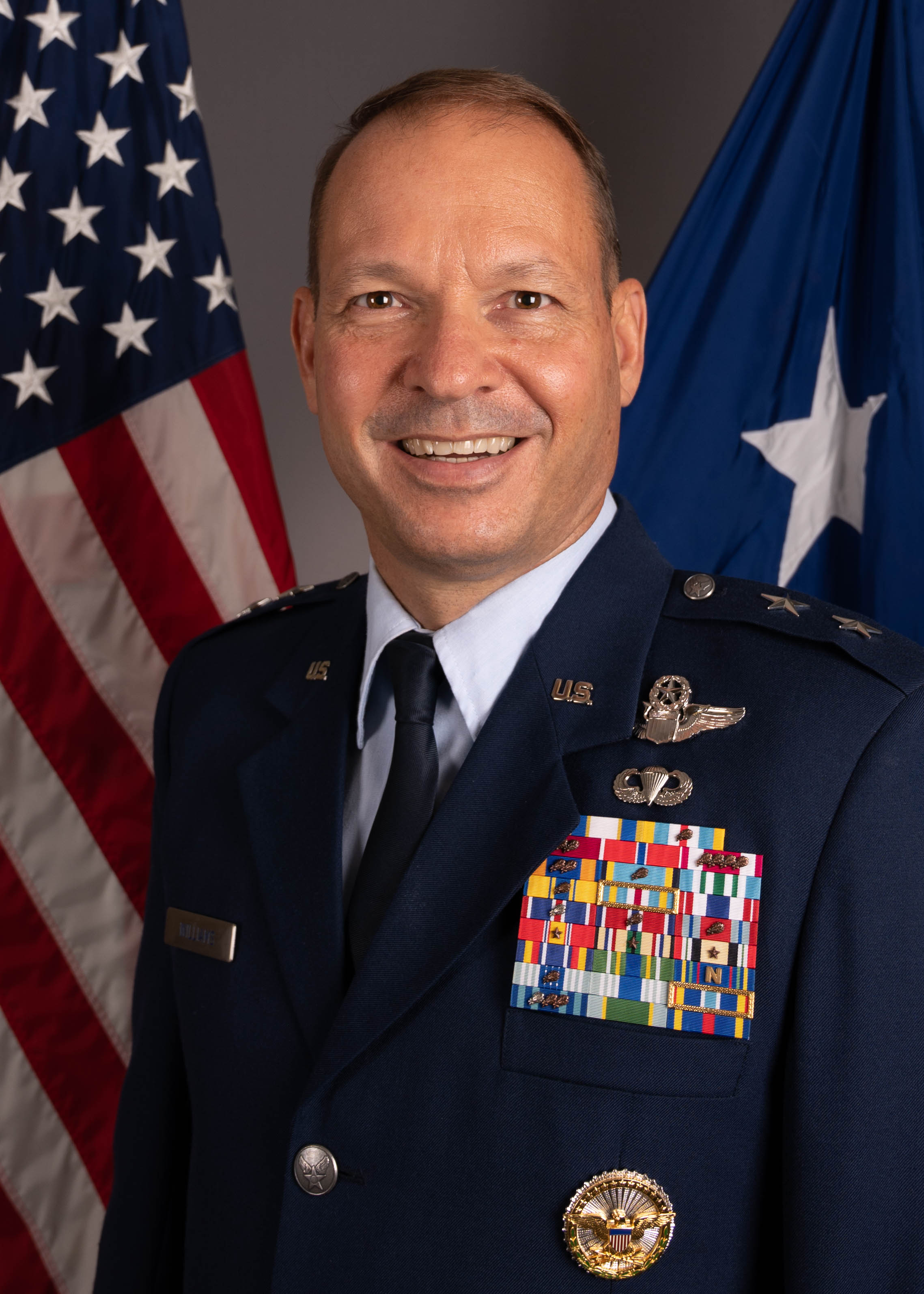
Stephen C. Williams (2019)

Stephen C. Williams (* um 1967) ist ein pensionierter Generalmajor der United States Air Force. Er war unter anderem Kommandeur verschiedener Luftwaffeneinheiten einschließlich der 13. Expeditionsluftflotte.
Im Jahr 1989 absolvierte er die United States Air Force Academy in Colorado Springs. Nach seiner Graduation wurde er als Leutnant in das Offizierskorps der Air Force aufgenommen. In der Folge durchlief er alle Offiziersgrade vom Leutnant bis zum Zwei-Sterne-General.
Im Lauf seiner militärischen Karriere absolvierte er verschiedene Kurse und Schulungen. Dazu gehörten unter anderem eine Ausbildung zum Kampfpiloten und weitere Fortbildungskurse als Pilot neuer Flugzeugtypen; der Weapons Instructor Course auf der Nellis Air Force Base in Nevada; die Squadron Officer School auf der Maxwell Air Force Base in Alabama; die Embry Riddle University in Daytona Beach in Florida; das Air Command and Staff College (über einen Fernkurs); das Command and General Staff College der United States Army in Fort Leavenworth in Kansas und das Air War College auf der Maxwell AFB. Später folgten verschiedene andere Kurse wie der Senior Leader Officer Course; der Joint Forces Air Component Commanders Course; der Combined Force Air Component Commander Course; der Middle East and South Asia Course; der Joint Forces Maritime Component Commander’s Course und das Advanced Senior Leader Development Seminar.
In seinen frühen Jahren als Offizier der Luftwaffe war er an verschiedenen Stützpunkten stationiert. Dabei war er als Pilot, Flugausbilder, Waffenoffizier oder Stabsoffizier bei unterschiedlichen Einheiten tätig. Dazwischen absolvierte er die erwähnten Schulungen. Zwischen Juni 1991 und Oktober 1992 war er auf der Kunsan Air Base in Südkorea stationiert. Eine weitere Auslandsversetzung führte ihn ab September 2004 auf die Misawa Air Base in Japan, auf der er bis zum Mai 2008 in unterschiedlichen Funktionen verblieb. Seit Mai 2006 kommandierte er dort die 13. Kampfschwadron.
Zwischen Juni 2008 und Juni 2009 gehörte Stephen Williams dem Stab der Pacific Air Forces an, die auf der Hickam Air Force Base auf Hawaii angesiedelt sind. Daran schloss sich eine Versetzung zum Verteidigungsministerium an. Bis zum Juni 2011 war er dort in der Abteilung für Cyber Planning tätig. Es folgte eine Rückkehr zur Kunsan AB in Südkorea. Zwischen Juni 2011 und Juni 2012 war Williams dort stellvertretender Kommandeur des 8. Kampfgeschwaders (8th Fighter Wing). Danach übernahm er auf der Misawa Air Base das Kommando über das 35. Kampfgeschwader, das er zwischen September 2012 und Juni 2014 innehatte.
Williams nächste Mission führte in nach Colorado Springs in Colorado zur United States Air Force Academy. Dort übte er zwischen Juni 2014 und März 2017 das Amt des Führungsoffiziers der Kadetten (Commandant of Cadets) aus. Anschließend kehrte er zur Hickham AFB zurück. Dort bekleidete er das Amt des Director of Air and Cyberspace Operations im Stab der Pacific Air Forces. Diese Aufgabe nahm er zwischen März 2017 und Januar 2019 wahr. Gleichzeitig kommandierte er die ebenfalls auf der Hickham AFB ansässige 13. Expeditionsluftflotte.
Nach dem Ende dieser Mission wurde Stephen Williams noch einmal nach Südkorea versetzt. Zwischen Januar 2019 und Februar 2021 war er dort Stabschef im Hauptquartier der United States Forces Korea. Nach seiner Heimkehr wurde er auf die Langley Air Force Base in Virginia versetzt. Dort war er ab März 2021 für einige Monate Stabsoffizier (Special Assistant to the Commander) beim Air Combat Command. Noch im Jahr 2021 schied er aus dem aktiven Militärdienst aus.
Während seiner aktiven Zeit als Militärpilot absolvierte er über 3000 Flugstunden auf verschiedenen Flugzeugtypen.

## Daten der Beförderungen
| Abzeichen | Rang               | Jahr              |
| --------- | ------------------ | ----------------- |
|           | Second Lieutenant  | 31. Mai 1989      |
|           | First Lieutenant   | 31. Mai 1991      |
|           | Captain            | 31. Mai 1993      |
|           | Major              | 1. August 2000    |
|           | Lieutenant Colonel | 1. September 2005 |
|           | Colonel            | 1. Oktober 2009   |
|           | Brigadier General  | 19. Dezember 2014 |
|           | Major General      | 3. August 2018    |

## Orden und Auszeichnungen
Stephen Williams erhielt im Lauf seiner militärischen Laufbahn unter anderem folgende Auszeichnungen:
- Air Force Distinguished Service Medal
- Defense Superior Service Medal
- Legion of Merit
- Bronze Star Medal
- Meritorious Service Medal
- Air Medal
- Aerial Achievement Medal
- Joint Service Commendation Medal
- Air Force Commendation Medal